# Alexandra Grünberger
Alexandra Grünberger (* 5. März 1980) ist eine frühere österreichische Skeletonsportlerin.
Alexandra Grünberger begann 2000 mit dem Skeletonsport, 2001 stieg sie in den österreichischen Nationalkader auf. Ihre ersten internationalen Rennen bestritt sie 2000 im Rahmen des erstmals ausgetragenen Skeleton-Europacups und wurde in Igls 12., in Altenberg Neunte und in Königssee Sechste. In der Gesamtwertung belegte die Österreicherin den achten Platz. 2001 folgte in Königssee mit einem 21. Platz das Debüt im Skeleton-Weltcup. 2003 platzierte sie sich bei der Skeleton-Juniorenweltmeisterschaft (Königssee) auf dem 9. Platz. Bei der Skeleton-Weltmeisterschaft 2004 in Königssee belegte sie den 16. Platz. Zudem gewann sie im gleichen Jahr ihren ersten Titel bei nationalen Meisterschaften. Den Titel verteidigte sie auch die folgenden zwei Jahre. Ihre beste Saison hatte Grünberger in der Saison 2004/05. In fünf von sieben Weltcuprennen kam die Österreicherin zum Einsatz und schaffte mit Platz 16 in Altenberg ihr bestes Resultat. Ende 2005 bestritt sie ihre letzten internationalen Rennen im Europacup.  Sie arbeitet als Deutschlehrerin und Sozialarbeiterin in Zirl.